# Павутиння (п'єса)
«Павутиння» (англ. Spider's Web) — детективна п'єса англійської письменниці Агати Крісті, вперше зіграна 1954 року. Складається із трьох дій. У другій дії дві сцени.

## Особливості
Хоча п'єса є оригінальним твором, у ній використані також елементи з попередніх робот Крісті.
П'єса вперше була зіграна у Theatre Royal, в місті Ноттінгем. Потім був короткий гастрольний тур країною. А після цього її зіграли у Вест-Енді в Savoy Theatre у Лондоні.